# یاسوشی ناگاتا
یاسوشی ناگاتا (انگلیسی: Yasushi Nagata؛ ۱۱ اکتبر ۱۹۰۷ – ۱۲ سپتامبر ۱۹۷۲) بازیگر اهل ژاپن بود.
از فیلم‌ها یا برنامه‌های تلویزیونی که وی در آن نقش داشته‌است می‌توان به هیروشیما اشاره کرد.